# Cruziohyla calcarifer
Cruziohyla calcarifer е вид земноводно от разред Безопашати земноводни (Anura), семейство Дървесници (Hylidae).

## Разпространение и местообитание
Видът обитава склоновете от Хондурас по Еквадор. Този земноводно живее на надморска височина под 750 m н.м.р. Местообитанията му е короните на дървета; видян на листата или стъблата. Тези животните не е били намерени в горите променени от човешката дейност.

## Начин на живот
Животно води нощен живот. Размножава в хралупи на дървета. Cruziohyla calcarifer е с тих глас.

## Природозащитен статут
Общият брой на населението намалява. Основните опасности са: обезлесяването, причинено от развитието на селското стопанство, незаконно пръскане на замърсителни субстанции, човешките селища.